# Загава (език)
Загава е сахарски език, дял на нило-сахарските езици, майчин език на народа загава, населяващ основно границата между Судан и Чад, където е ѝ разпространен.